# Franz Joseph Fröhlich
Pour les articles homonymes, voir Fröhlich.
Franz Joseph Fröhlich (né le 28 mai 1780 à Wurtzbourg, mort le 5 janvier 1862 dans la même ville) est un musicologue allemand.

## Biographie
À partir de 1797, Franz Joseph Fröhlich travaille à l'orchestre du prince-évêque de Wurtzbourg. La même année, il fonde le Collegium Musicum Academicum Wirceburgense, qui deviendra plus tard l'École supérieure de musique de Wurtzbourg (de). En 1804, le Collegium Musicum est rattaché à l'université de Wurtzbourg en tant qu'institution musicale publique ; à partir de 1820, il existe indépendamment à côté de l'université. Au cours des plus de 60 ans de son mandat, Fröhlich la fait passer de 20 à 600 étudiants par an.
Fröhlich, officiellement chargé de cours privé à l'Université de Würzburg à partir de 1804, est nommé professeur agrégé de musique et d'esthétique à l'université le 28 septembre 1811. Fröhlich donne des conférences d'histoire de l'art en 1815, au semestre d'hiver 1816-1817 même combiné avec un "examen critique des œuvres d'art existantes". Le 11 février 1819, il reçoit également le titre de "Professeur d'éducation et de didactique". En 1821, Fröhlich est promu professeur titulaire. En 1832, la collection d'images universitaires, que Fröhlich constitue progressivement, reçoit le nom d'"attribut esthétique", il reçoit temporairement un budget d'achat du ministère bavarois de l'intérieur ; c'est le commencement du Martin von Wagner Museum, qui était alors situé au dernier étage de l'ancienne université. En 1838, il reçoit un doctorat honorifique de la Faculté de philosophie de l'université de Wurtzbourg. Le 11 mars 1858, à l'âge de presque 78 ans, Fröhlich demande sa retraite.
Avec son travail à la Musikhochschule et à l'université de Wurtzbourg, Fröhlich pose les bases d'une formation réglementée et systématique des musiciens et des enseignants. Il est également actif dans une bien moindre mesure en tant que musicien et auteur de musique.